# Simply Irresistible (canción)
«Simply Irresistible» es una canción del cantante británico de rock Robert Palmer, publicada como sencillo en 1988 por EMI Records e incluida como la pista inicial de su noveno álbum de estudio Heavy Nova (1988). Considerada como un tema de rock, pero con un tempo de hard rock y guitarras de heavy metal según la crítica, el cantante aseguró que se demoró tres años en escribirla porque no encontraba el hook adecuado.
Una vez que salió a la venta logró un importante éxito comercial en las listas musicales de los países de habla inglesa, principalmente. Alcanzó el primer lugar en el Mainstream Rock Tracks de los Estados Unidos —su segundo número uno después de «Addicted to Love»— y el segundo puesto en el Billboard Hot 100, así como en el Top 100 Singles de Cashbox y en el Top Singles de la revista canadiense RPM. Fuera de Norteamérica, alcanzó la primera casilla en Australia y entró entre los diez más vendidos en Nueva Zelanda y Sudáfrica. Sin embargo, en Europa tuvo una escasa atención, ya que solo ingresó en los recuentos de Alemania y Reino Unido.
Por su parte, recibió reseñas positivas por parte de la prensa especializada, ya que en su gran mayoría la comparó con «Addicted to Love». Las críticas apuntaron a que era sencilla, roquera y con una letra banal, pero para nada sutil. El concepto de su videoclip, dirigido por el inglés Terence Donovan y en donde muestra a Palmer rodeado de mujeres en bañador, ha sido utilizado en comerciales de Pepsi e incluso parodiado por otros artistas. Por otro lado, la notoriedad que logró el sencillo en los Estados Unidos le permitió a Palmer ganar su segundo premio Grammy en la categoría mejor interpretación vocal de rock masculina.

## Antecedentes
En 1985, Robert Palmer publicó Riptide, que con un estilo entre dance-rock y pop rock logró un importante éxito comercial; sobre todo en los Estados Unidos, en donde alcanzó el puesto 8 en el Billboard 200 y en menos de un año vendió más de un millón de copias en ese país. Su octavo álbum de estudio presentó dos de los sencillos más exitosos de su carrera, «I Didn't Mean to Turn You On» y «Addicted to Love», que obtuvieron el segundo y primer lugar en la lista estadounidense Billboard Hot 100, respectivamente. Este último, apoyado por un «icónico videoclip» en palabras del escritor Stan Hawkins, le otorgó un premio Grammy a mejor interpretación vocal de rock masculina y ha vendido más de un millón de copias alrededor del mundo. El suceso comercial que supuso Riptide y sus respectivos sencillos llamó la atención de EMI Records, que le ofreció un nuevo contrato discográfico, cuyo acuerdo incluyó un adelanto estimado de USD 1,5 millones por concepto de regalías. En junio de 1988, publicó su primer disco con dicho sello, Heavy Nova, que en esencia posee un sonido similar a su antecesor, pero en algunas canciones experimentó con la música sudafricana y la bossa nova.

## Composición y grabación
Palmer tardó tres años en terminar el tema porque no encontraba el hook adecuado, hasta que se le ocurrió añadir la frase but now i find her, ponerle una pausa y luego darle una resolución; mencionó: «Una pequeña cosa como esa hace la diferencia entre una idea y una canción completa». El batería Dony Wynn le sugirió acortar la duración porque no era lo suficientemente salvaje y así podrían darle más intensidad; Palmer afirmó que estaba en lo correcto porque «la volvió más loca» cuando la tocaron en vivo. De acuerdo con la partitura publicada en Musicnotes por Alfred Publishing Co. Inc, la canción está compuesta en la tonalidad de mi mayor con un tempo de hard rock de 150 pulsaciones por minuto y en un compás de 4
4. El registro de Palmer se extiende desde la nota mi3 a si4 en el índice acústico científico. Al igual que las demás canciones de Heavy Nova, su grabación se llevó a cabo en los estudios Logic de Milán y Compass Point Studios de Bahamas, cuya producción la realizó el propio vocalista. Además, contó con la colaboración de los músicos Eddie Martinez (guitarra), Frank Blair (bajo), Dony Wynn (batería) y William Bryant II y Richard Gibbs (teclados). Como era habitual en sus discos previos, Eric «E.T.» Thorngreen llevó a cabo la mezcla en los estudios The Hit Factory de Nueva York.

## Lanzamiento y reediciones
«Simply Irresistible» salió a la venta el 22 de junio de 1988 como el primer sencillo de Heavy Nova, en los formatos de vinilo de 7" y 12", casete y maxisencillo, a través de EMI Records. El lado B del siete pulgadas lo ocupó el tema instrumental «Nova», mientras que en las ediciones de doce pulgadas como en el maxisencillo incluyó, además de la versión original y «Nova», una edición extendida y otra instrumental. Con el paso de los años ha figurado en álbumes recopilatorios como Addictions: Volume 1 (1989) y At His Very Best (2002). Por su parte, el 15 de diciembre de 1988 se grabó en una presentación dada en el Teatro Apollo de Nueva York para el posterior álbum en vivo Live at the Apollo de 2001.

## Video musical
El videoclip lo dirigió el fotógrafo inglés Terence Donovan, quien cumplió la misma labor en los videos de «Addicted to Love» y «I Didn't Mean to Turn You On» de 1986. Donovan empleó el mismo concepto que en ellos: mostrar a Palmer rodeado de modelos, que parecían «maniquíes sexualizados» según la escritora Leslie M. Meier. Las modelos Julie Pankhurst, Patty Kelly, Kathy Davies, Mak Gilchrist y Julia Bolino, quienes aparecieron en los dos videos mencionados, repitieron su papel como la banda musical. No obstante, en este caso se incluyeron a mujeres en bañador que solo mostraban su cuerpo y, en determinadas escenas, únicamente sus escotes.
En 1989, Pepsi usó su concepto para un comercial de televisión —protagonizado por el propio vocalista— en donde se adaptó la letra de la canción en beneficio de la bebida gaseosa. En 2002, Britney Spears parodió a Palmer en un nuevo comercial de Pepsi. Asimismo, en 2014, la cantante Ingrid Michaelson hizo coincidir cuadro por cuadro la trama en su videoclip de «Girls Chase Boys», en donde las modelos fueron reemplazadas por hombres «luciendo labios color rubí, tacones de aguja y licra rosa ceñida».

## Recepción

### Comercial
Una vez que salió al mercado entró en algunas listas musicales, mayoritariamente logró estar entre los diez sencillos más vendidos en las de los países de habla inglesa. En los Estados Unidos llegó hasta la segunda posición de los recuentos Billboard Hot 100, Hot 100 Singles Sales y Hot 100 Airplay. A su vez, se situó en la cima del Mainstream Rock Tracks y se estableció como su segundo éxito en alcanzar el primer puesto en dicha lista después de «Addicted to Love». Por su parte, en Canadá logró la primera casilla en la lista de The Record y la segunda en el Top Singles de RPM. Asimismo, debutó directamente en el número uno del Retail Singles, alcanzó el puesto 4 en el Radio Reaction y el 15 en el Dance Singles, todas ellas realizadas también por la revista RPM.
La recepción también fue positiva en Nueva Zelanda, en donde alcanzó el puesto 6 en el Official New Zealand Music Chart, mientras que en Australia logró el primer lugar en la lista nacional. En este último país, en 1989 la Australian Recording Industry Association (ARIA) le confirió un disco de oro por vender más de 35 000 copias. En Sudáfrica, consiguió el segundo puesto en el conteo de Springbok Radio. Por otro lado, en Europa la situación fue muy diferente, ya que solo ingresó en el UK Singles Chart del Reino Unido (puesto 44) y en el Media Control Charts de Alemania (casilla 57).

### Crítica especializada
Tras su publicación, recibió mayoritariamente críticas positivas por parte de la prensa especializada, que la comparó con «Addicted to Love». La revista Music & Media lo nombró como uno de los sencillos de la semana en la edición del 25 de junio de 1988 y en su crítica indicó que era una canción de rock sencilla y bastante común, al estilo de las de Bad Company, en donde la «interacción del bajo y la guitarra solista en el puente es realmente irresistible». Por su parte, Cashbox comentó que Palmer volvió a los mismos valores que impulsaron a «Addicted to Love» a la cima de las listas, con una guitarra eléctrica cargada al rock. Además, dijo que «Palmer enseña cómo convertir una frase y un momento musical en magia radial pura» y apostó que podría llegar al número uno de la lista estadounidense. Terry Staunton de la revista británica Record Collector mencionó que no era para nada sutil y que su rock sugería ser una secuela de «Addicted to Love». La radio francesa Nostalgie la posicionó entre sus cinco canciones más emblemáticas, a la cual llamó como «muy roquera», en la línea de «Addicted to Love» y como una de las más populares de su catálogo. Gavin Report indicó que «nadie mezcla ritmos de techno-dance con riffs de hard rock con mayor éxito que Robert Palmer». Dave Sholin de la misma publicación, posicionó al sencillo en el puesto seis de su lista de las diez canciones de 1988.
Robert Walser en su libro Running with the Devil: Power, Gender and Madness in Heavy Metal Music (2014) la citó como ejemplo para explicar que los artistas de pop frecuentemente usaban el sonido de la guitarra del heavy metal para «construir un control e intensidad afectivos». Ted Gioia en Canciones de amor: La historia jamás contada (2015) mencionó que su letra, al igual que la de «Addicted to Love», era muy banal, pero el espectador quedaba cautivo por las «imágenes parpadeantes del artista» en su videoclip. Bruce Pollock la incluyó en su libro Rock Song Index: The 7500 Most Important Songs for the Rock and Roll Era (2005), en cuya reseña dijo que fue ayudado por un «video compulsivamente visible con varias modelos impresionantes como su banda de respaldo». Por otro lado, gracias a esta canción, en 1989 Palmer ganó su segundo premio Grammy en la categoría mejor interpretación vocal de rock masculina.

## Repercusión
Con el pasar de los años, varios músicos han realizado sus propias versiones para sus respectivos álbumes. Uno de los primeros fue el grupo estadounidense a capela The Bear Necessities para su álbum Circus People de 1999. En 2012, el cantante de folk rock Brad Davis la grabó para Pickin' On the Biggest Hits of the 1980s Vol. 2 de la serie de álbumes tributo Pickin' On. Además, ha sido parodiado por la banda cristiana ApologetiX, quien la publicó en su disco Spoofernatural de 2000 bajo el título «Sin Can Be Resistible». En 2015, Brandon Flowers la tocó en vivo en una presentación en Las Vegas durante su gira como solista The Desired Effect Tour.
Por su parte, es una de sus canciones más usadas en obras audiovisuales tales como películas y series de televisión. El tema ha figurado en la banda sonora de filmes como American Psycho (2000), Bringing Down the House (2003) y Little Black Book (2004). También se ha incluido en las series Northern Exposure (temp 2; ep. «Spring Break»), Beavis and Butt-Head (temp 5; ep. «Party»), Cold Case (temp 6; ep. «Breaking News») y What We Do in the Shadows (temp 2; ep. «On the Run»), entre otras.

## Lista de canciones
| Sencillo en vinilo de 7" - Edición británica |                       |          |  |
| N.º                                          | Título                | Duración |  |
| 1.                                           | «Simply Irresistible» | 3:08     |  |
| 2.                                           | «Nova»                | 2:50     |  |

| Sencillo en vinilo de 12" y maxisencillo |                                              |          |  |
| N.º                                      | Título                                       | Duración |  |
| 1.                                       | «Simply Irresistible» (versión extendida)    | 6:32     |  |
| 2.                                       | «Simply Irresistible» (versión de 7")        | 4:14     |  |
| 3.                                       | «Simply Irresistible» (versión instrumental) | 4:45     |  |
| 4.                                       | «Nova»                                       | 2:50     |  |

## Posicionamiento en listas
| País           | Lista                            | Posición |
| -------------- | -------------------------------- | -------- |
| Alemania       | Media Control Charts             | 57       |
| Australia      | ARIA Charts                      | 1        |
| Canadá         | RPM Top Singles                  | 2        |
| Canadá         | RPM Dance Singles                | 15       |
| Canadá         | RPM Radio Reaction               | 4        |
| Canadá         | RPM Retail Singles               | 1        |
| Canadá         | The Record Top Singles           | 1        |
| Estados Unidos | Billboard Hot 100                | 2        |
| Estados Unidos | Hot 100 Airplay                  | 2        |
| Estados Unidos | Hot 100 Singles Sales            | 2        |
| Estados Unidos | Cashbox Top 100 Singles          | 2        |
| Estados Unidos | Mainstream Rock Tracks           | 1        |
| Estados Unidos | Radio & Records AOR Tracks       | 1        |
| Estados Unidos | Radio & Records CHR              | 3        |
| Estados Unidos | Gavin Report Album               | 2        |
| Estados Unidos | Gavin Report Top 40              | 5        |
| Estados Unidos | Hits Top 50 Singles              | 2        |
| Nueva Zelanda  | Official New Zealand Music Chart | 6        |
| Reino Unido    | UK Singles Chart                 | 44       |
| Sudáfrica      | Springbok Radio                  | 2        |
| Continente     | Lista                            | Posición |
| Europa         | European Airplay Top 50          | 44       |

| País           | Lista                      | Posición |
| -------------- | -------------------------- | -------- |
| Australia      | ARIA Charts                | 2        |
| Canadá         | RPM Top Singles            | 12       |
| Estados Unidos | Billboard Hot 100          | 23       |
| Estados Unidos | Cashbox Top 100 Singles    | 22       |
| Estados Unidos | Mainstream Rock Tracks     | 19       |
| Estados Unidos | Radio & Records AOR Tracks | 13       |
| Estados Unidos | Radio & Records CHR        | 24       |
| Estados Unidos | Gavin Report Top 40        | 19       |
| Sudáfrica      | Sprinbok Radio             | 19       |

## Certificaciones
| País      | Organismo certificador | Certificación | Ventas certificadas | Ref.   |
| --------- | ---------------------- | ------------- | ------------------- | ------ |
| Australia | ARIA                   | Oro           | 35 000              | [ 28 ] |

## Créditos
| - Robert Palmer: voz - Eddie Martinez: guitarra - Frank Blair: bajo - Dony Wynn: batería - William Bryant II y Richard Gibbs: teclados | - Robert Palmer: productor - David Harper: productor ejecutivo - Eric E.T. Thorngren: mezclador |

Fuente: Folleto de notas de Addictions: Volume 1.